# Isabel Lleras de Ospina
Isabel Lleras Restrepo de Ospina (Bogotá, 9 de julio de 1909 - id. 5 de febrero de 1965), llamada La Rosa de Bogotá, fue una escritora, poetisa y gestora cultural colombiana.
Su actividad poética giró en torno al ambiente de La Candelaria, centro histórico de Bogotá en el que siempre residió. Aprovechó su condición de figura pública para hacer activismo, a través de la columna "El Pozo de Donato" que publicaba en el diario El Tiempo en contra del gobierno de Gustavo Rojas Pinilla, llegando a organizar una manifestación femenina de oposición.

## Obra
- El Camarín del Carmen, Sonetos, 1936
- Romancero de Santa Fe, 1938
- Lejanía, 1952
- Canto comenzado, 1960
- Más allá del paisaje, 1963